# هيذر ميلز
هيذر آن ميلز (بالإنجليزية: Heather Anne Mills)‏ (12 يناير 1968) كانت عارضة أزياء إنكليزية في ما مضى، وشخصية إعلامية وسيدة أعمال وناشطة.
لفتت ميلز انتباه الجمهور عندما كانت عارضة أزياء في عام 1993. تعرضت لحادث اصطدام مروري مع دراجة نارية تابعة للشرطة في لندن. أسفر الحادث عن بتر ساقها اليسرى من تحت الركبة، ولكنها واصلت عرض الأزياء بمساعدة طرف صناعي، وباعت قصتها فيما بعد إلى صحيفة نيوز أوف ذه وورلد.
جلبت علاقتها مع السير بول مكارتني المزيد من اهتمام الجمهور في عام 2000. تزوجا في يونيو عام 2002 وأنجبت ميلز بياتريس ميلي مكارتني في 28 أكتوبر عام 2003. انفصل الزوجان في عام 2006 وانتهيا من طلاقهما في عام 2008. أصبحت ميلز مدافعة عن حقوق الحيوان بعد زواجها من مكارتني، وأصبحت منذ عام 2012 أيضًا أحد الرعاة في مجموعة فيفا! (صوت النباتيين الدولي للحيوانات) ومؤسسة النباتية والخضرية، وهي أيضا نائبة رئيس جمعية فاقدي الأطراف.

## النشاطية
أصبحت ميلز من رعاة منظمة حقوق الحيوان البريطانية فيفا! في عام 2005 ومؤسسة النباتية والخضرية، اللتان تديرهما جولييت جلاتلي.
سافر كل من مكارتني وميلز في مارس عام 2006 إلى كندا للفت الانتباه إلى عملية صيد الفقمة السنوية في البلاد. اشتكيا من أن الصيد هو شيء غير إنساني، ودعا الحكومة الكندية إلى وضع حد له، وذلك برعاية جمعية الرفق بالحيوان في الولايات المتحدة. أثار وصولهم إلى الجبال الجليدية في نيوفاوندلاند ولابرادور المزيد من الاهتمام حيث يعيش 90% من صيادي الفقمات. احتج كل من مكارتني وميلز على ضرب الفقمات حتى الموت، وثقبها بخطافات القوارب وسلخ جلدها أحيانًا على قيد الحياة.
ناقش رئيس نيوفاوندلاند لابرادور، داني ويليامز، بالقضية معهما في برنامج لاري كينغ لايف التلفزيوني، وتجسدت بأن الفقمات لم تعد تتعرض للصيد بهذه الطريقة، ولم تكن تتعرض له منذ فترة. انضمت ميلز إلى فريق التصوير في مجموعة فيفا! في مزرعة للخنازير في سومرست في فبراير عام 2007، وذلك للترويج لاستخدام صناديق الحمل التقييدية، والتي تُستخدم من أجل إناث الخنازير اللواتي يرضعن الخنازير الصغيرة. نُشِر مقطع فيديو للتحقيق بتلك القضية على الإنترنت.
انتهت علاقة ميلز مع منظمة بيتا في عام 2007، وذلك عندما اُختيرت ماري ابنة مكارتني مكانها.
ظهر مقطع فيديو قديم عن ميلز في عام 2008 وهي ترتدي معطفًا من فرو المنك كانت تمتلكه في عام 1989، ولكنها أوضحت للصحفيين أنها اشترته قبل سنوات من الانخراط في منظمات حقوق الحيوان أو النباتية. قالت ميلز على الرغم من انفصالها عن مكارتني: «تمكنت منذ معرفتي بمكارتني فقط من فهم كيف أن النباتية لا تفيد صحتك بشكل كبير فحسب، بل أنها تُحدث أيضًا فرقًا كبيرًا على الكوكب والحيوانات وإطعام العالم». كرمتها منظمة حركة حقوق حيوانات المزارع في أغسطس عام 2008 بجائزة الناشط المشهور في مجال حقوق الحيوان، والتي قُدِمت لها في المؤتمر الوطني لحقوق الحيوان.
تعهدت ميلز بعد طلاقها بمنح «جزء كبير» من أموال تسوية الطلاق الخاصة بها والتي تبلغ 24.3 مليون جنيه إسترليني إلى منظمة تبنّ حقل ألغام الخيرية، ولكن لم تتلق المؤسسة الخيرية أيًا من هذه الأموال حتى سبتمبر عام 2008.
طُلب من ميلز التحدث في حفل في نيويورك حول قسوة مزارع الجراء والترويج لكتابها عن الحيوانات في يونيو عام 2008. غضبت من الضيوف الذين يتحدثون خلال خطابها، وقالت: «اسمعوا يا من تجلسون في الخلف، لم أنم منذ 24 ساعة وسافرت من لندن لتتجاهلوني الآن». توقفت مديرة أعمال ميلز، ميشيل إليزابيث، عن تمثيلها لمدة أربع سنوات في 25 يوليو من ذلك العام.

## المشاركة في الفن الحديث
كانت ميلز جزءًا من سلسلة منحوتات جسدية صنعها النحات البريطاني المعاصر لويز غيبلين في عام 2012.

## فريق التزلج البارالمبي البريطاني
نشرت مجلة هيلو! في مايو عام 2011 مقالًا عن طموحات ميلز في دورة الألعاب البارالمبية لعام 2014، وذلك بالإضافة إلى جهودها للحفاظ على لياقتها وصحتها مع أسلوب حياتها النباتي بعد الحادث الذي تعرضت له.
أُعلن في 17 ديسمبر عام 2013 غياب ميلز عن دورة الألعاب الأولمبية لعام 2014 في سوتشي في روسيا. طُلب منها المغادرة بسبب تداعيات وشكاوى من سلوكها تجاه المسؤولين.

## روابط خارجية
- هيذر ميلز على موقع IMDb (الإنجليزية)
- هيذر ميلز على موقع ميوزك برينز (الإنجليزية)
- هيذر ميلز على موقع إن إن دي بي (الإنجليزية)
- هيذر ميلز على موقع ديسكوغز (الإنجليزية)
- هيذر ميلز على موقع قاعدة بيانات الفيلم (الإنجليزية)